# Фюзеноліти

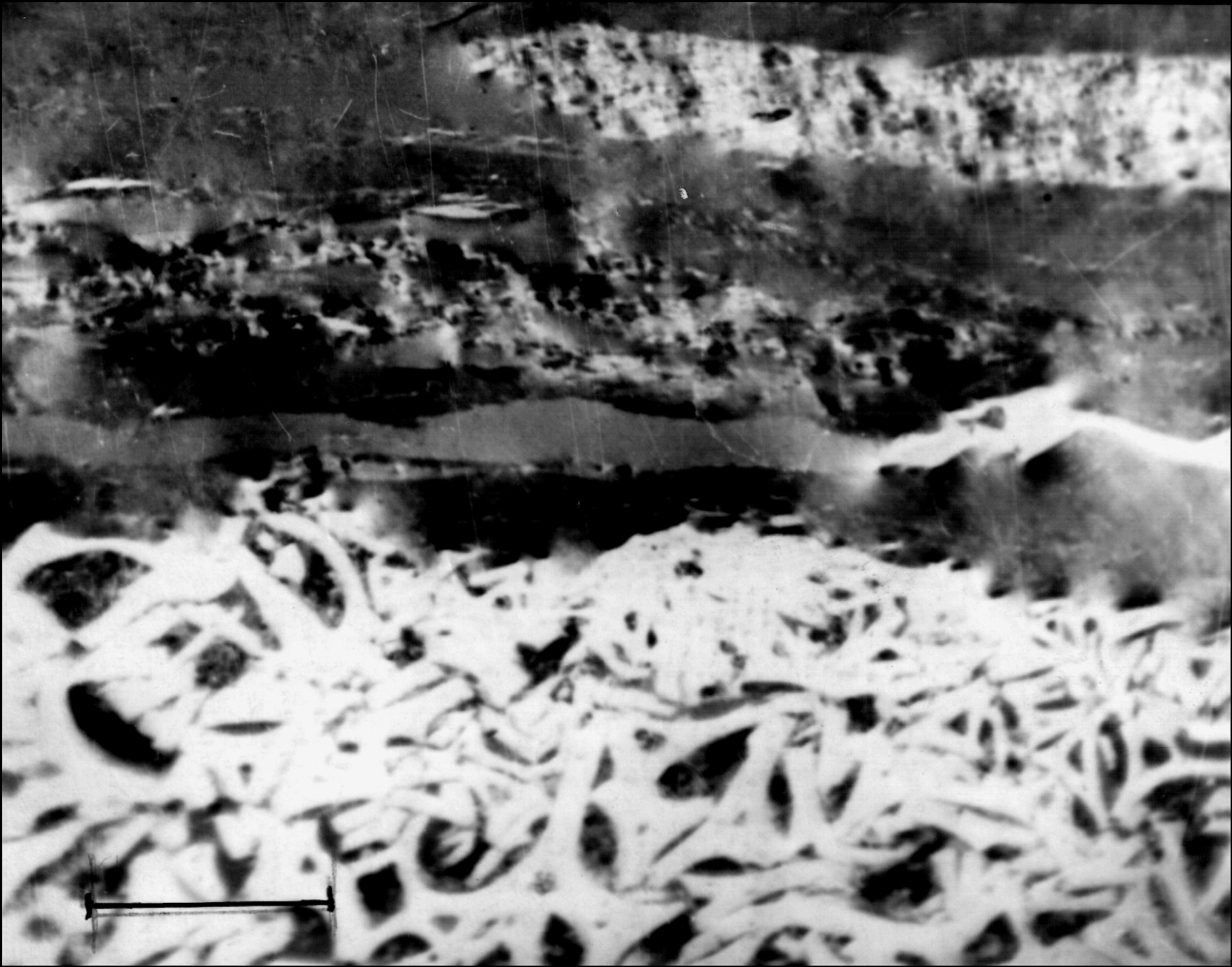
Рис. Фюзиніт. Біла речовина в нижній частині рис. — стінки порожнистих залишок клітин рослин-вуглеутворювачів. Сіра гомогенна речовина — вітриніт. Біло-сірий клиноподібний прошарок вгорі праворуч — семіфюзиніт. Антрацит. Донецький басейн. Відбите поляризоване світло. Стан згасання. Шкала 0,02 мм.

Фюзеноліти — один з класів викопного вугілля. 
Класифікація С.-Петербурзької школи вуглепетрографів (І. Е. Вальц, І. Б. Волкова, А. І. Гінзбурґ, та ін., 1968) передбачає поділ вугілля за вуглеутворюючою роллю одного або двох мацералів на 25 типів, 8 підкласів і 4 класи — гелітоліти, фюзеноліти, ліпоїдоліти та мікстогумоліти. Типи можуть бути доповнені характеристикою за ступенем збереженості структури (підтипи) та вихідного рослинного матеріалу (різновиди).

## Загальна характеристика
Включає матове і напівматове вугілля, що складається переважно з слабкофюзенізованих і фюзенізованих мікрокомпонентів гр. фюзиніту. Мікрокомпоненти гр. лейптиніту і вітриніту складають менше 50 %. За домінуванням основної вуглетвірної речовини розрізняють фюзити і фюзитити, які за класифікацією Ю. А. Жемчужникова та О. І. Гінзбург відповідають кларенодюреновому вугіллю і вугіллю дюренового фюзено-семіфюзенового складу, а також фюзено-семіфюзенового. Фюзеноліти в порівнянні з ін.. класами найбільш матові і в'язкі, тверді і міцні. Характеризуються підвищеним вмістом С, більш високою густиною орг. речовини і зниженими значеннями вмісту Н, виходу летких речовин, виходу дьогтю і газу при сухій перегонці, низькою розчинністю в орг. розчинниках і, на буровугільній стадії, низьким вмістом гумінових кислот (за винятком семіфюзинітів певного типу). Зазначені властивості виявляються тим сильніше, чим більше вміст у вугіллі мікрокомпонентів гр. фюзиніту. В процесі вуглефікації фюзеноліти зазнають ті ж зміни, що і гелітоліти, але градієнт змін менше. Кокс завжди порошкуватий.

## Поширення
Зустрічаються серед пермського вугілля Печорського, Тунгуського і Кузнецького вугільних басейнів в нижньокарбоновому вугіллі східного схилу Уралу, в юрському вугіллі Казахстану та Середньої Азії.